# Ilse Stephan
Ilse Stephan (Geburtsname: Ilse Korth; * 8. Mai 1931 in Hamburg; † 25. Juni 1984) war eine deutsche Politikerin der Sozialistischen Einheitspartei Deutschlands (SED) in der Deutschen Demokratischen Republik (DDR). Von 1981 bis 1984 war sie Leiterin der Allgemeinen Arbeitsgruppe des Zentralkomitees (ZK) der SED.

## Leben
Ilse Stephan, deren Stiefvater Heinrich „Heino“ Meyer Lehrer und Funktionär der Kommunistischen Partei Deutschlands (KPD) war, emigrierte nach der Machtergreifung Adolf Hitlers mit ihrer Mutter und dem Stiefvater im Dezember 1933 in die Sowjetunion. Ihr Stiefvater wurde 1937 vom Volkskommissariat für Inneres der UdSSR (NKWD) verhaftet und am 3. September 1938 zum Tode verurteilt. 1941 wurde sie aus Moskau deportiert und in Pachtaaral bei Atakent in der Kasachischen Sozialistischen Sowjetrepublik angesiedelt. Nach dem Schulbesuch arbeitete sie als Elektromonteurin.
Heinrich Meyer wurde am 9. November 1956 von der Zentralen Partei-Kontrollkommission (ZPKK) der SED postum rehabilitiert.
Seine Frau und seine Töchter konnten 1955 in die DDR übersiedeln, wo Ilse Stephan zunächst als Dolmetscherin tätig war. Später wurde sie Mitarbeiterin sowie 1981 als Nachfolgerin von Werner Albrecht Leiterin der Allgemeinen Arbeitsgruppe des ZK der SED im Range einer stellvertretenden Abteilungsleiterin. Nach kritischen Äußerungen im Zusammenhang mit Spannungen zwischen der Führung der Kommunistischen Partei der Sowjetunion (KPdSU) und der SED wurde sie am 19. Juni 1984 auf Veranlassung Erich Honeckers aufgrund eines Beschlusses des ZK entlassen. Eine Woche später beging sie am 25. Juni 1984 Suizid. Nach ihrem Tode wurde die Allgemeine Arbeitsgruppe 1984 in die Abteilung Internationale Verbindungen integriert.

## Hintergrundliteratur
- Manfred Uschner: Die zweite Etage. Funktionsweise eines Machtapparates, Berlin 1993, ISBN 3-320-01792-6.